# Galar
Galar —en ocasiones referido como Cendea de Galar en castellano y Galar zendea en euskera— es un municipio español de la Comunidad Foral de Navarra, situado en la merindad de Pamplona, en la Cuenca de Pamplona y a 6 km de la capital de la comunidad, Pamplona, formando parte de su área metropolitana.
El municipio agrupa a la mayor parte del territorio de la cendea del mismo nombre, de la que se desligó Beriain en 1992. Está formado por ocho concejos: Arlegui, Cordovilla, Esquíroz, Esparza de Galar, Salinas de Pamplona, Galar, Olaz-Subiza y Subiza; y por un lugar habitado: Barbatáin. Su población en 2024 fue de 2400 habitantes (INE).

## Toponimia
Lo más probable es que el nombre Galar designase originalmente al pueblo de Galar y que fuera este el que prestara a su vez el nombre a la cendea, cuando ésta se constituyó hacia el siglo XV, a finales de la Edad Media. Lo cierto es que en el siglo XV la cendea es mencionada como Esparza y sus aldeas y es Esparza, no Galar, la que ha ejercido la capitalidad de la cendea durante muchos años. De los pueblos que forman la cendea, Galar no es el más cercano a Pamplona, pero sí el que más cerca queda del Camino de Santiago a su paso por la zona, siendo ésta una vía de comunicación de vital importancia en la antigüedad.
El origen del topónimo parece claramente vasco. La palabra galar tiene dos acepciones en lengua vasca: leño muerto en el árbol y carbón de castaño. Además de este municipio de Galar y del concejo de Galar en Navarra, existen otros topónimos eusquéricos formados por la palabra galar y sufijos que indican abundancia como Galarreta, Galarraga, Galarza o Galardia. El nombre galar parece indicar la existencia en el lugar de abundante ramaje seco, siendo quizás un lugar utilizado para aprovisionarse de leña. La otra acepción podría relacionarse con la existencia de alguna galarra en el lugar, hornos que se utilizaban para la fabricación de carbón vegetal a partir de madera de castaño.
Tras el establecimiento de los municipios constitucionales, en el nombre oficial solo aparece Galar, in la denominación de cendea; así se recoge en el Censo de la Matrícula catastral de 1842; no obstante Madoz, que toma los datos de población de ese censo (1450 almas) sigue refiriéndose a la Cendea de Galar, con los mismos lugares que recoge el diccionario de la Real Academia de la Historia

## Símbolos
```
El 
escudo de armas
 de la Cendea de Galar tiene el siguiente 
blasón
:
```

En campo de gules, tres espigas de trigo de oro formando haz, y sobre ellas un sol de oro.

## Geografía
Integrado en la comarca de Cuenca de Pamplona, su capital, Salinas de Pamplona, se sitúa a 7 kilómetros de la capital navarra. El término municipal está atravesado por la autopista de Navarra (AP-15), por la carretera de acceso sur de Pamplona (PA-31) y por carreteras locales que conectan con los municipios de Valle de Elorz, Zizur Mayor, Beriáin, Tiebas-Muruarte de Reta y Pamplona. La capital municipal está a una altitud de 445 m sobre el nivel del mar, siendo la superficie municipal de 44,81 km². Parte de su terreno está ocupado por el aeropuerto de Pamplona. 
| Noroeste: Zizur Mayor y Cizur (exclave) | Norte: Pamplona    | Nordeste: Aranguren              |
| Oeste: Cizur                            |                    | Este: Valle de Elorz y Beriáin   |
| Suroeste: Úcar                          | Sur: Biurrun-Olcoz | Sureste: Tiebas-Muruarte de Reta |

### Relieve e hidrografía
En el término municipal de Galar predominan los llanos a excepción de pequeñas alturas. Al oeste del municipio se encuentra la sierra del Perdón donde se encuentran las mayores cotas de altitud (1034 m). El río Elorz procede del Valle de Elorz, hace de límite con Cizur (Cizur Menor) y entra en Pamplona para recibir al río Sadar. La altitud oscila entre los 1034 m al suroeste, en la sierra del Perdón, y los 410 m a orillas del río Elorz.

### Clima
De acuerdo con la clasificación climática de Koppen, el clima de Galar es de transición entre el clima oceánico (Cfb) y el clima subtropical húmedo (Cfa).
| Parámetros climáticos promedio de Observatorio del Aeropuerto de Pamplona (municipio de Galar) (459 m s. n. m. ) (Periodo de referencia: 1991-2020, extremas: 1975-presente) | Parámetros climáticos promedio de Observatorio del Aeropuerto de Pamplona (municipio de Galar) (459 m s. n. m. ) (Periodo de referencia: 1991-2020, extremas: 1975-presente) | Parámetros climáticos promedio de Observatorio del Aeropuerto de Pamplona (municipio de Galar) (459 m s. n. m. ) (Periodo de referencia: 1991-2020, extremas: 1975-presente) | Parámetros climáticos promedio de Observatorio del Aeropuerto de Pamplona (municipio de Galar) (459 m s. n. m. ) (Periodo de referencia: 1991-2020, extremas: 1975-presente) | Parámetros climáticos promedio de Observatorio del Aeropuerto de Pamplona (municipio de Galar) (459 m s. n. m. ) (Periodo de referencia: 1991-2020, extremas: 1975-presente) | Parámetros climáticos promedio de Observatorio del Aeropuerto de Pamplona (municipio de Galar) (459 m s. n. m. ) (Periodo de referencia: 1991-2020, extremas: 1975-presente) | Parámetros climáticos promedio de Observatorio del Aeropuerto de Pamplona (municipio de Galar) (459 m s. n. m. ) (Periodo de referencia: 1991-2020, extremas: 1975-presente) | Parámetros climáticos promedio de Observatorio del Aeropuerto de Pamplona (municipio de Galar) (459 m s. n. m. ) (Periodo de referencia: 1991-2020, extremas: 1975-presente) | Parámetros climáticos promedio de Observatorio del Aeropuerto de Pamplona (municipio de Galar) (459 m s. n. m. ) (Periodo de referencia: 1991-2020, extremas: 1975-presente) | Parámetros climáticos promedio de Observatorio del Aeropuerto de Pamplona (municipio de Galar) (459 m s. n. m. ) (Periodo de referencia: 1991-2020, extremas: 1975-presente) | Parámetros climáticos promedio de Observatorio del Aeropuerto de Pamplona (municipio de Galar) (459 m s. n. m. ) (Periodo de referencia: 1991-2020, extremas: 1975-presente) | Parámetros climáticos promedio de Observatorio del Aeropuerto de Pamplona (municipio de Galar) (459 m s. n. m. ) (Periodo de referencia: 1991-2020, extremas: 1975-presente) | Parámetros climáticos promedio de Observatorio del Aeropuerto de Pamplona (municipio de Galar) (459 m s. n. m. ) (Periodo de referencia: 1991-2020, extremas: 1975-presente) | Parámetros climáticos promedio de Observatorio del Aeropuerto de Pamplona (municipio de Galar) (459 m s. n. m. ) (Periodo de referencia: 1991-2020, extremas: 1975-presente) |
| Mes | Ene. | Feb. | Mar. | Abr. | May. | Jun. | Jul. | Ago. | Sep. | Oct. | Nov. | Dic. | Anual |
| --- | --- | --- | --- | --- | --- | --- | --- | --- | --- | --- | --- | --- | --- |
| Temp. máx. abs. (°C) | 19.5 | 22.6 | 26.7 | 29.9 | 35.8 | 41.3 | 42.3 | 42.0 | 38.0 | 32.5 | 24.6 | 19.2 | 42.3 |
| Temp. máx. media (°C) | 9.5 | 11.2 | 15.0 | 17.3 | 21.4 | 25.8 | 28.6 | 29.2 | 24.8 | 19.5 | 13.3 | 10.0 | 18.8 |
| Temp. media (°C) | 5.6 | 6.4 | 9.5 | 11.5 | 15.1 | 19.1 | 21.6 | 22.1 | 18.5 | 14.3 | 9.1 | 6.1 | 13.2 |
| Temp. mín. media (°C) | 1.7 | 1.5 | 3.9 | 5.7 | 8.8 | 12.3 | 14.6 | 14.9 | 12.1 | 9.0 | 5.0 | 2.2 | 7.6 |
| Temp. mín. abs. (°C) | -16.2 | -11.6 | -10.0 | -3.7 | -1.2 | 2.6 | 5.4 | 3.8 | 1.8 | -2.0 | -7.4 | -11.6 | -16.2 |
| Precipitación total (mm) | 72 | 56 | 63 | 71 | 59 | 54 | 31 | 32 | 46 | 64 | 84 | 69 | 702 |
| Días de precipitaciones (≥ 1 mm) | 9.1 | 8.1 | 8.5 | 9.4 | 8.5 | 6.0 | 4.2 | 4.4 | 5.8 | 8.5 | 10.6 | 9.6 | 92.9 |
| Días de nevadas (≥ 0.01 mm) | 1.9 | 3.1 | 1.7 | 0.5 | 0.0 | 0.0 | 0.0 | 0.0 | 0.0 | 0.0 | 0.7 | 1.5 | 9.8 |
| Horas de sol | 96 | 127 | 183 | 192 | 226 | 258 | 301 | 288 | 225 | 167 | 105 | 90 | 2265 |
| Humedad relativa (%) | 78 | 72 | 66 | 65 | 62 | 59 | 57 | 56 | 62 | 69 | 76 | 80 | 67 |
| Fuente: Agencia Estatal de Meteorología | | | | | | | | | | | | | |

En el observatorio de Pamplona-Aeropuerto, perteneciente al municipio, los valores extremos de temperatura fueron registrados el 17 de julio de 2022 (42,3 °C) y el 12 de enero de 1985 (-16,2 °C). La máxima precipitación en un día registrada alcanzó los 107,4 l/m² el 9 de octubre de 1979.

## Historia

### Prehistoria y Edad Antigua
Los hallazgos de restos de asentamiento humanos en Esparza de Galar correspondientes a la Edad de Bronce y en Subiza correspondientes a la Edad de Hierro, nos hace pensar que probablemente data de estas épocas los primeros asentamientos humanos en la zona que hoy ocupa la Cendea de Galar.
El nombre Esparza parece provenir del euskera ya que las dos localidades navarras denominadas Esparza (Esparza de Galar y Esparza de Salazar) están en la zona históricamente vascófona de Navarra y la terminación -tza (el nombre vasco de los pueblos es Espartza) suele ser un sufijo abundancial muy habitual en esta lengua. Sin embargo, no está tan claro cual es el significado del término espar del que supuestamente el topónimo indicaría gran abundancia. Se han propuesto varias etimologías: espartzu (esparto), ezpara (tábano) y espar (palabra local que denomina a la estaca que se utiliza para sujetar las vides). Otra teoría menos probable dice que Esparza está emparentada con Esparto, ciudad griega bien conocida en e Mundo Antiguo, por la influencia que ejercieron los romanos en la comarca de Pamplona, pero esta teoría no serviría para explicar la denominación de la localidad pirenaica homónima.
Existe también una localidad llamada Esparza en Costa Rica. Este homónimo se debe a que el 1 de diciembre de 1573 el rey Felipe II le otorga a Diego de Artieda, nativo de Esparza de Salazar, el cargo de gobernador. En 1591 este muere luego de 14 años de entrega a los inicios coloniales costarricenses, dejando el legado del nombre de su ciudad natal.

### Edad Media
En territorio del municipio de Galar constituía en la Edad Media y en el Antiguo Régimen la mayor parte del territorio de la denominada Cendea de Galar, aunque durante el siglo XV fue común que algunos documentos apareciera la cendea como «Esparza y sus lugares». En el libro de fuegos de 1427, se recoge la cendea de Galar, compuesta de los siguientes lugares: Esparza, Arlegui, Subiza, Olaz, Cordobilla, Salinas (cabo de Pamplona), Ezquiroz, Galar y Beriain. En un proceso de 1537, algunos testigos se refieren en esta cendea al desolado de Barbatain.
Durante la Edad Media, poseyeron heredades en la cendea la Catedral de Pamplona, la Orden Hospitalaria de San Juan de Jerusalén, el monasterio de Irache y la Colegiata de Roncesvalles. Esto condicionaba que sus habitantes tuvieran que pagar tributos en especie (trigo cebada, gallinas).
En el año 1138 García Ramírez el Restaurador otorga a los de Salinas el Fuero de Jaca que convierte a sus habitantes en francos y en 1145 adquiere el Señorío de Cordovilla al Monasterio de Leyre.
Sancho VII el Fuerte donó la localidad de Galar a los Hurtado de Mendoza.
En 1190 se descubrió en Navarra que Pedro de Arazuri había dejado en empeño el lugar de Galar en poder del moro Muza, hombre poderoso y adinerado. Viendo el rey Sancho la tardanza del desempeño, lo adjudicó en propiedad al acreedor.
En el año 1348 una epidemia de peste asola la cendea. Se cree que este pudo ser el motivo del despoblamiento de la localidad Barbatáin hacia 1360.

### Edad Contemporánea
En el Diccionario Geográfico-Histórico publicado por la Real Academia de la Historia en 1802, incluye en la Cendea de Galar esos mismo lugares (Salinas ya, con al denominación de Salinas de Pamplona), y también Barbatain, que ya había vuelto a ser habitado; explica que para su gobierno cada uno de los pueblos elige sus regidores, además de nombrar diputados para las cosas del común de la Cendea. En ese momento la cendea tenía una población total de 1281 habitantes.
Durante la Guerra de la Independencia fueron fusilados en la localidad 37 voluntarios por los franceses. Una placa situada junto a la carretera de Zaragoza (N-121) recuerda esos hechos. También los habitantes de la cendea Galar ayudaron a los de la de Cizur contra una incursión de franceses que pretendían detener a los diputados de esta cendea.
Durante las Guerras Carlista también debieron de tener un papel relevante en Galar, aunque no hay constancia de combates en la zona solo de cifras referentes a suministro de las tropas combatientes.
A lo largo del siglo XIX los lugares de Barbatain y Cordobilla debieron de quedar prácticamente deshabitados, pues no quedan recogidos en el nomenclátor elaborado por el INE en 1900; en ese mismo documento Subilla, que tenía 14 habitanes, ya recibe el nombre de Olaz-Subilla, posiblemente para distinguir de Olaz en el Valle de Egües. Por otra parte ese año Subiza tanía una población de 61 habitantes. Sin embargo, más adelante, por ejemplo en el Nomenclátor de 1986, Barbatin queda recogido como caserío y Cordovilla (ahora con V) como barrio.
La población de Cordobilla fue aumentando, en el nomenclátor de 1981, con la categoría de barrio, tenía 210 habitantes. De hecho el 24 de septiembre de 1983 la Diputación constituye el concejo de Cordovilla. La modificación más importante de la Cendea se produce el 29 de junio de 1992, cuando el territorio del Concejo de Beriain se segrega de la cendea y pasa a constituirse como municipio independiente, con una población en ese momento de 2154 habitantes.

## Demografía
Galar cuenta con una población de 2400 habitantes (INE 2024).
| Gráfica de evolución demográfica de Galar entre 1842 y 2021 |
| |
| Población de derecho según los censos de población del INE Población de hecho según los censos de población del INEEn 1992 disminuye el término del municipio porque independiza a Beriain |

### Núcleos de población
El municipio se divide en las siguientes entidades de población, según el nomenclátor de población publicado por el INE (Instituto Nacional de Estadística). Los datos de población se refieren a 2014
| Entidad de Población                                                                                | Pob. (2014)                                               | Coordenadas                                               | Distancia                                                 | Mapa |
| --------------------------------------------------------------------------------------------------- | --------------------------------------------------------- | --------------------------------------------------------- | --------------------------------------------------------- | --- |
| Arlegui                                                                                             | 72                                                        | 42°44′37″N 1°40′36″O / 42.74353, -1.67656                 | 3,1                                                       | \| Arlegui Barbatáin Cordovilla Esparza de Galar Esquíroz Galar Olaz-Subiza Salinas de Pamplona Subiza \| |
| Barbatáin                                                                                           | 19                                                        | 42°46′18″N 1°39′56″O / 42.77172, -1.66546                 | 3,9                                                       | \| Arlegui Barbatáin Cordovilla Esparza de Galar Esquíroz Galar Olaz-Subiza Salinas de Pamplona Subiza \| |
| Cordovilla                                                                                          | 578                                                       | 42°47′15″N 1°38′50″O / 42.78759, -1.64726                 | 5,6                                                       | \| Arlegui Barbatáin Cordovilla Esparza de Galar Esquíroz Galar Olaz-Subiza Salinas de Pamplona Subiza \| |
| Esparza de Galar                                                                                    | 321                                                       | 42°45′20″N 1°40′59″O / 42.75558, -1.68297                 | 3,6                                                       | \| Arlegui Barbatáin Cordovilla Esparza de Galar Esquíroz Galar Olaz-Subiza Salinas de Pamplona Subiza \| |
| Esquíroz                                                                                            | 383                                                       | 42°46′30″N 1°39′21″O / 42.77487, -1.65585                 | 2,6                                                       | \| Arlegui Barbatáin Cordovilla Esparza de Galar Esquíroz Galar Olaz-Subiza Salinas de Pamplona Subiza \| |
| Galar                                                                                               | 125                                                       | 42°45′41″N 1°41′57″O / 42.76151, -1.69910                 | 3,6                                                       | \| Arlegui Barbatáin Cordovilla Esparza de Galar Esquíroz Galar Olaz-Subiza Salinas de Pamplona Subiza \| |
| Olaz-Subiza                                                                                         | 29                                                        | 42°42′35″N 1°39′32″O / 42.70969, -1.65894                 | 6,2                                                       | \| Arlegui Barbatáin Cordovilla Esparza de Galar Esquíroz Galar Olaz-Subiza Salinas de Pamplona Subiza \| |
| Salinas de Pamplona                                                                                 | 289                                                       | 42°45′11″N 1°38′59″O / 42.75306, -1.64984                 | 0,29                                                      | \| Arlegui Barbatáin Cordovilla Esparza de Galar Esquíroz Galar Olaz-Subiza Salinas de Pamplona Subiza \| |
| Subiza                                                                                              | 191                                                       | 42°43′03″N 1°40′16″O / 42.71751, -1.67112                 | 5,2                                                       | \| Arlegui Barbatáin Cordovilla Esparza de Galar Esquíroz Galar Olaz-Subiza Salinas de Pamplona Subiza \| |
| Total                                                                                               | 2400                                                      |                                                           |                                                           | \| Arlegui Barbatáin Cordovilla Esparza de Galar Esquíroz Galar Olaz-Subiza Salinas de Pamplona Subiza \| |
| Fuentes: Nomenclátor INE (datos de 2014), Google Earth 1.                                           | Fuentes: Nomenclátor INE (datos de 2014), Google Earth 1. | Fuentes: Nomenclátor INE (datos de 2014), Google Earth 1. | Fuentes: Nomenclátor INE (datos de 2014), Google Earth 1. | Capital del municipio. Concejos. Lugares habitados.                                                       |
| Arlegui Barbatáin Cordovilla Esparza de Galar Esquíroz Galar Olaz-Subiza Salinas de Pamplona Subiza |                                                           |                                                           |                                                           | |

### Comunicaciones
| Eskualdeko Hiri Garraioa/Transporte Urbano Comarcal |                                                   |                                                   |
| Inicio                                              | Línea                                             | Fin                                               |
| Ezkaba                                              | 11                                                | Galaria - Mutiloa Industrialdea/Pokígono Mutilva  |
| Berriogoiti/Berriosuso - Berriozar                  | 16                                                | Noain - Beriáin                                   |
| Kordobila/Cordovilla                                | 23                                                | Olloki                                            |
| Labriteko Aldapa/Bajada de Labrit                   | N3                                                | Noain - Beriáin                                   |
| Vianako Printzearen Plaza/Pza. Príncipe de Viana    | N15                                               | Kordobila/Cordovilla                              |
| Taxi Iruñerria                                      |                                                   |                                                   |
| Zona                                                | A (Kordobila/Cordovilla) / B (resto de la cendea) | A (Kordobila/Cordovilla) / B (resto de la cendea) |
| Estaciones                                          |                                                   |                                                   |

## Administración y política
La administración política de la cendea se realiza a través de un ayuntamiento de gestión democrática cuyos componentes se eligen cada cuatro años por sufragio universal desde las primeras elecciones municipales tras la reinstauración de la democracia en España, en 1979. El censo electoral está compuesto por los residentes mayores de 18 años empadronados en el municipio, ya sean de nacionalidad española o de cualquier país miembro de la Unión Europea. Según lo dispuesto en la Ley Orgánica del Régimen Electoral General, que establece el número de concejales elegibles en función de la población del municipio, la corporación municipal está formada por 11 concejales. La sede del Ayuntamiento de la Cendea de Galar está en la localidad de Salinas de Pamplona.
| Periodo   | Nombre                     | Partido | Partido                                               |
| --------- | -------------------------- | ------- | ----------------------------------------------------- |
| 1979-1983 | Pedro José Ardaiz Egüés    |         | Partido Socialista de Navarra (PSN-PSOE)              |
| 1983-1987 | Fernando Ferrándiz Maqueda |         | Partido Socialista de Navarra (PSN-PSOE)              |
| 1987-1991 | Miguel A. Iturralde Goñi   |         | Independiente                                         |
| 1991-1995 | Pedro José Erice Ripodas   |         | Partido Socialista de Navarra (PSN-PSOE)              |
| 1995-2003 | Pedro José Erice Ripodas   |         | GARILAR                                               |
| 2003-2011 | Ricardo Áriz Imízcoz       |         | Agrupación Independiente de la Cendea de Galar (AICG) |
| 2011-2019 | Cecilio Lusarreta Echarri  |         | Agrupación Independiente de la Cendea de Galar (AICG) |
| 2019-act. | Óscar Amóztegui Recalde    |         | Agrupación Independiente de la Cendea de Galar (AICG) |

| Partido político                                            | 2019               | 2019               | 2015  | 2015       | 2011  | 2011       | 2007  | 2007       |
| Partido político                                            | %                  | Concejales         | %     | Concejales | %     | Concejales | %     | Concejales |
| Agrupación Independiente de la Cendea de Galar (AICG)       | 47,20              | 6                  | 48,15 | 6          | 39,96 | 4          | 44,41 | 4          |
| Euskal Herria Bildu (EH Bildu)                              | 27,86              | 3                  | 29,61 | 3          | 21,64 | 2          | —     | —          |
| Navarra Suma (NA+)                                          | 23,23              | 2                  | —     | —          | —     | —          | —     | —          |
| Unión del Pueblo Navarro (UPN)                              | Navarra Suma (NA+) | Navarra Suma (NA+) | 19,57 | 2          | 16,77 | 2          | 8,99  | 1          |
| Alternativa Nuevo Galar (ANG)                               | —                  | —                  | —     | —          | 13,25 | 1          | 16,34 | 1          |
| Partido Socialista de Navarra (PSN-PSOE)                    | —                  | —                  | —     | —          | 6     | 0          | 9,98  | 1          |
| Eusko Abertzale Ekintza-Acción Nacionalista Vasca (EAE-ANV) | —                  | —                  | —     | —          | —     | —          | 19,52 | 2          |

En la sesión constitutiva del Ayuntamiento surgido tras las elecciones de 2011 que tuvo lugar el 11 de junio de dicho año fue elegido como alcalde el candidato de AICG, Cecilio Lusarreta Echarri con siete votos (cuatro de AICG, dos de Bildu y uno de ANG) los dos concejales de UPN votaron su candidatura.